# 奥南的葬礼
《奥南的葬礼》是法国画家居斯塔夫·库尔贝创作的一副油画，是19世纪法国美术的重要转折点之一。这幅画纪录了1848年9月其家乡奥南大伯的葬礼。它忠實地描述了一場世俗的葬禮，而不是像歷史畫那樣進行浪漫化。它最早展出於1850-51年的巴黎沙龍，庫爾貝由此成名。

## 外部連結
- Smart History: Courbet's Burial at Ornans （页面存档备份，存于）